# قطع (انتقال)

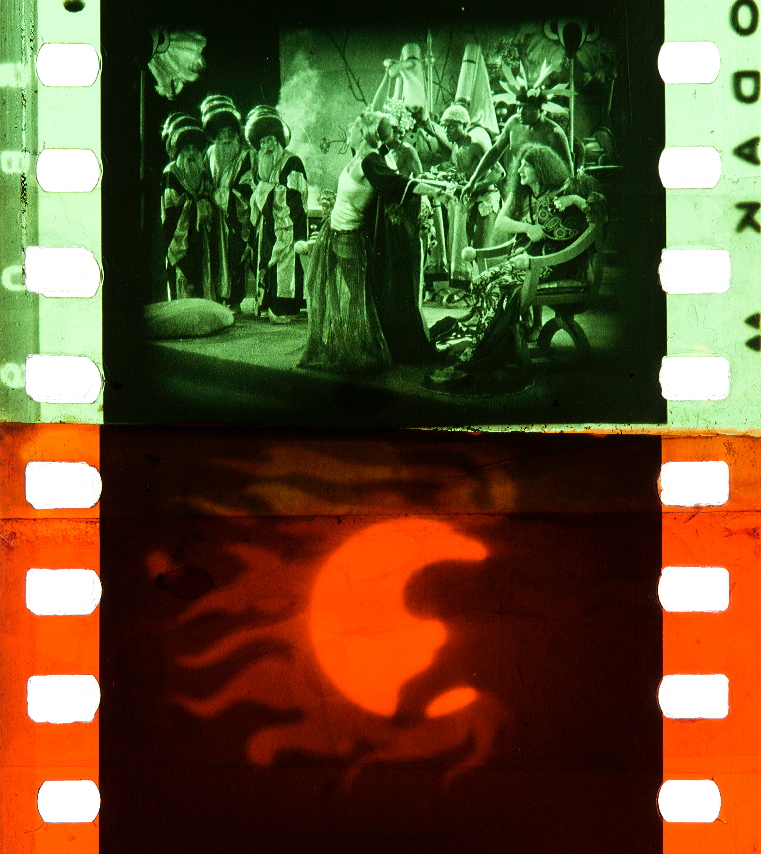
قطع بين لقطتين في طباعة نترات ملونة ومنغمة لسالومي

القطع في مرحلة ما بعد الإنتاج والتحرير السنمائي وتحرير الفيديو هو انتقال فوري مباشرة من لقطة إلى أخرى وذلك بطريقة القطع ثم الوصل بين الإطار الأخير من اللقطة الأولى والإطار الأول من اللقطة التالية.